# Календар виборів 2024

Карта національних виборів 2024 року:
Президентські
Парламентські
Загальні
Референдуми
Референдуми та загальні вибори
Парламентські та судові вибори
Вибори Конституційних зборів, виконавчої та законодавчої гілок влади
Немає виборів та референдумів

Цей національний виборчий календар на 2024 рік включає перелік прямих національних / федеральних виборів, які мають бути проведені 2024 року у всіх суверенних державах та залежних від них територіях. Також до списку включені національні референдуми. Конкретні дати вказані там, де вони відомі.

## Розклад

### Січень
- 7 січня:  Бангладеш,Парламентські вибори.
- 9 січня: Бутан,Національна асамблея (2 тур)
- 11 січня: Сінт-Мартен,Парламентські вибори
- 13 січня: Тайвань,Президентські та Парламентські вибори.
- 14 січня: Коморські Острови,Президентські вибори.
- 21 січня: Ліхтенштейн,Референдум.
- 26 січня: Тувалу,Парламентські вибори.
- 28 січня: Фінляндія,Президентські вибори.

### Лютий
- 4 лютого: Сальвадор,Президентські та Парламентські вибори.
- 7 лютого: Азербайджан,Президентські вибори.
- 8 лютого: Пакистан,Національна асамблея.
- 11 лютого: Фінляндія,Президентські вибори (2 тур)
- 14 лютого: Індонезія,Президентські та Парламентські вибори.
- 25 лютого:
  -  Сенегал,Президентські вибори.
  -  Білорусь,Парламентські вибори.
  -  Ліхтенштейн,Референдум.

### Березень
- 1 березня:  Іран